# Trémeheuc
Trémeheuc település Franciaországban, Ille-et-Vilaine megyében. Lakosainak száma 349 fő (2022. január 1.). Trémeheuc Bonnemain, Combourg, Cuguen, Epiniac és Lourmais községekkel határos.

## Népesség
A település népessége az elmúlt években az alábbi módon változott:
| Lakosok száma | 219  | 286  | 308  | 334  | 355  | 346  | 343  | 347  | 346  | 349  |
|               | 1968 | 1982 | 1990 | 2006 | 2013 | 2015 | 2017 | 2019 | 2020 | 2022 |